# Скотті Шеффлер
Скотті Шеффлер (англ. Scottie Sheffller) — американський  гольфіст, олімпійський чемпіон, дворазовий переможець Мастерз у 2022 та 2024 роках, переможець чемпіонату PGA та Відкритого чемпіонату Британії в 2025, понад 80 тижнів лідер світового рейтингу.
Золоту олімпійську медаль та звання олімпійського чемпіона Шеффлер виборов на Паризькій олімпіаді 2024 року.

## Зовнішні посилання
- Досьє Шеффера на офіційному сайті PGA туру

## Послання на джерела
1. ↑  WM Phoenix Open: Scottie Scheffler defends title, retakes No. 1 ranking with 2-shot win. Yahoo Sports. 12 лютого 2023. Процитовано 13 лютого 2023.